# Lou Voster

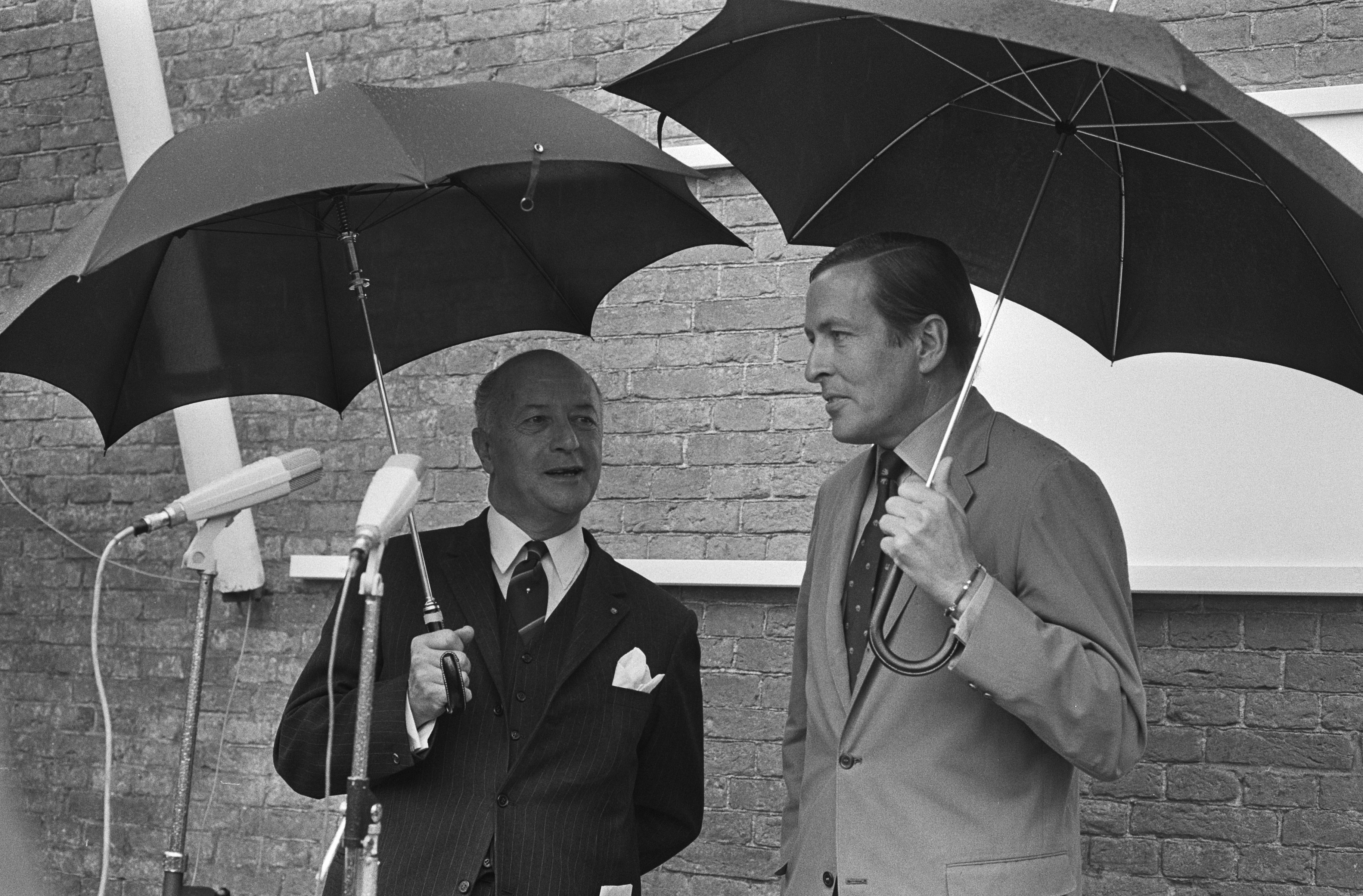
Voster en prins Claus (1971)

Lourens Marinus (Lou) Voster (Jisp, 22 september 1928 – Woudrichem, 18 september 1999) was een Nederlands politicus van de PvdA.
Hij werd geboren als zoon van Willem Voster (1886-1960), destijds burgemeester van Jisp, en Jeannette Voster-de Bruin. Zelf was Lou Voster hoofdcommies bij de gemeentesecretarie van Alkmaar voor hij in mei 1963 benoemd werd tot burgemeester van Woudrichem. In 1967 kwam hij landelijk in het nieuws toen zijn huurbaas de huur fors verhoogde en hij verzocht werd zo spoedig mogelijk de woning leeg op te leveren waarop kort daarna besloten werd dat Woudrichem een ambtswoning zou laten bouwen. Na een gemeentelijke herindeling in 1973 werd hij burgemeester van de nieuwe gemeente Woudrichem. Midden 1989 ging Voster vervroegd met pensioen. In 1999 overleed Voster op 70-jarige leeftijd.